# Aplidium nema
Aplidium nema är en sjöpungsart som beskrevs av Monniot 1976. Aplidium nema ingår i släktet Aplidium och familjen klumpsjöpungar. Inga underarter finns listade i Catalogue of Life.